# Castello delle Rocche
Il Castello delle Rocche, conosciuto anche come Rocca Estense, è un castello situato a Finale Emilia, in provincia di Modena.
Seriamente danneggiato dal terremoto dell'Emilia del 2012, nella primavera del 2013 è stato messo in stato di sicurezza ed è stata riaperta la sezione Archeologica dei Musei Civici.

## Storia

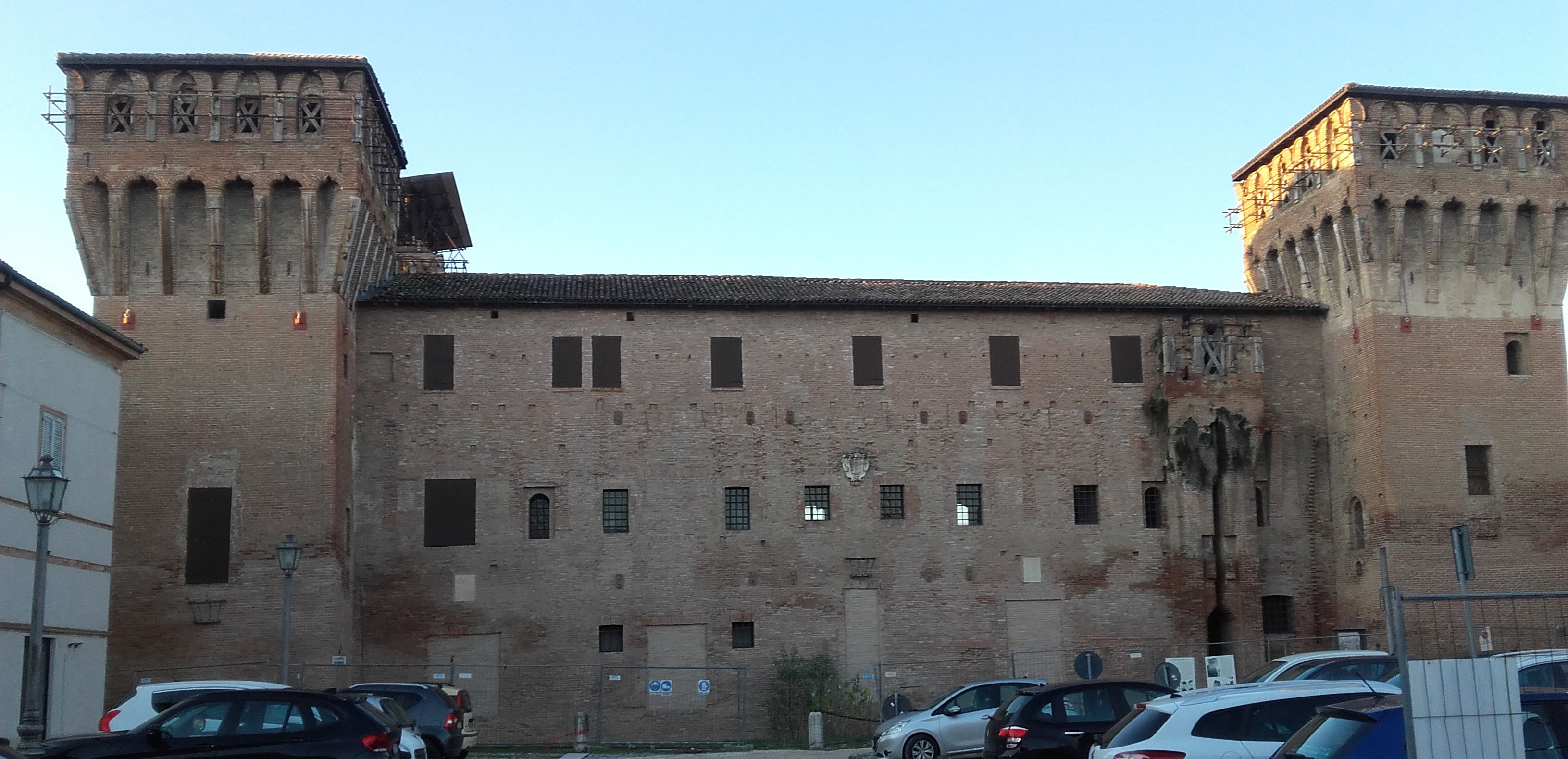
Il Castello delle Rocche nel 2021, senza il torrione centrale, crollato nel 2012 a causa del terremoto.

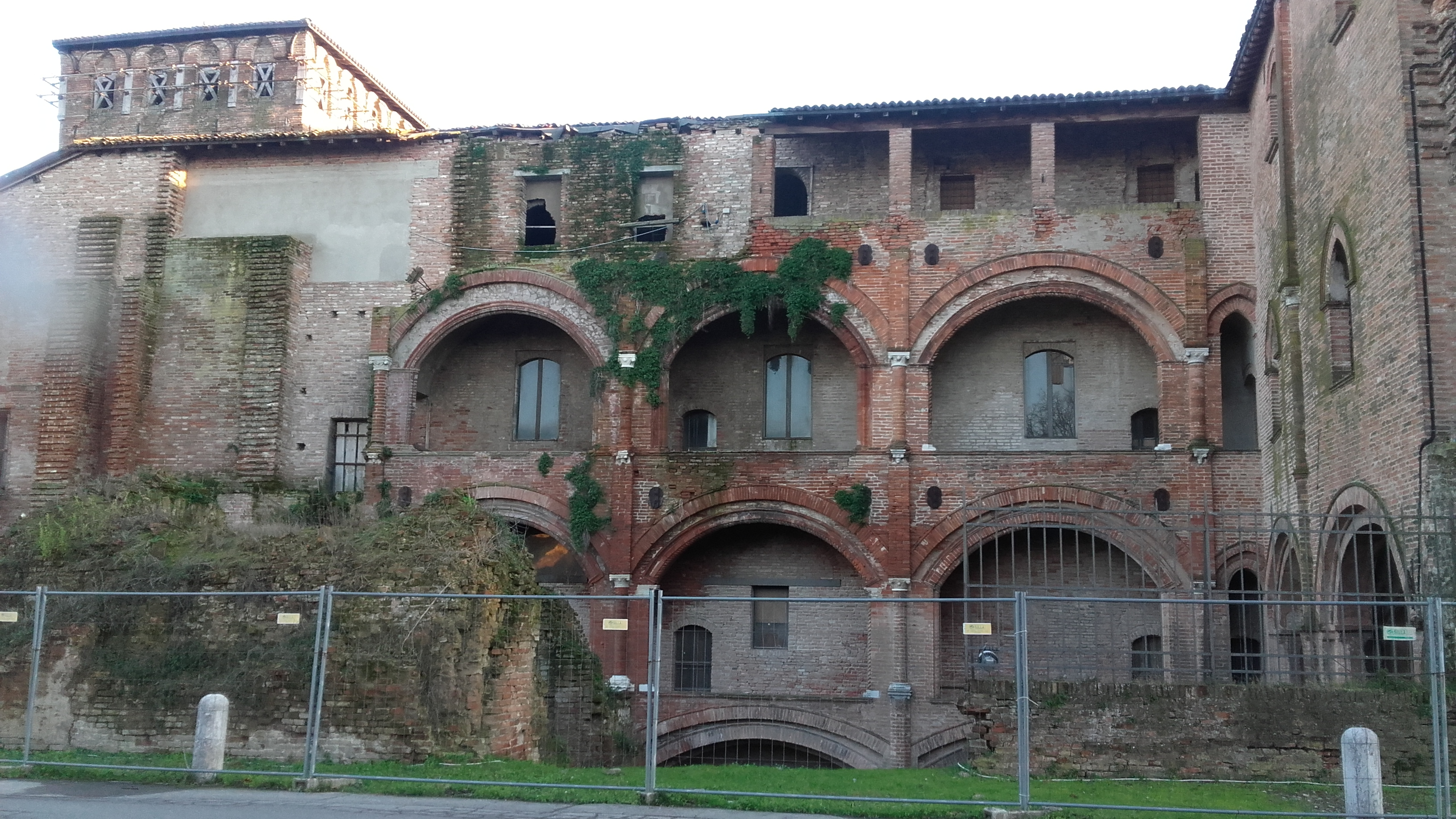
Il Castello visto da via Trento e Trieste nel 2021

Costruito nel 1402 (probabilmente sulla base di una struttura fortificata più antica), per volere del marchese di Ferrara Niccolò III d'Este e su progetto dell'architetto Bartolino Pioti da Novara, era composto da un corpo quadrilatero, protetto da un mastio (fatto erigere in precedenza da Bonifacio di Canossa) e con torri sulle quali spiccavano le aquile estensi.
Sotto il "torrione" (il mastio) scorreva il fiume Panaro che, alimentando il fossato sugli altri tre lati, proteggeva il cortile interno e conteneva un triplice loggiato.
Nel 1425 furono abbattute parte delle cortine merlate poste sul lato del Panaro, mentre gli interni e gli esterni furono abbelliti con affreschi. Giovanni da Siena completò l'opera costruendo sul lato est un elegante ingresso al castello per via d'acqua e collocandovi delle aquile estensi, di cui una in cotto ed oggi collocata presso il Museo Civico mentre l'altra, in arenaria, si trova sul mastio).
Verso la fine del XV secolo il castello divenne la residenza degli Este e così vi rimase fino alla fine del XVIII.
Nel 1890, dall'intera città fu deviato il fiume Panaro (e di conseguenza al castello fu asciugato il fossato) e nella metà del XIX secolo lo stesso castello divenne di proprietà comunale.

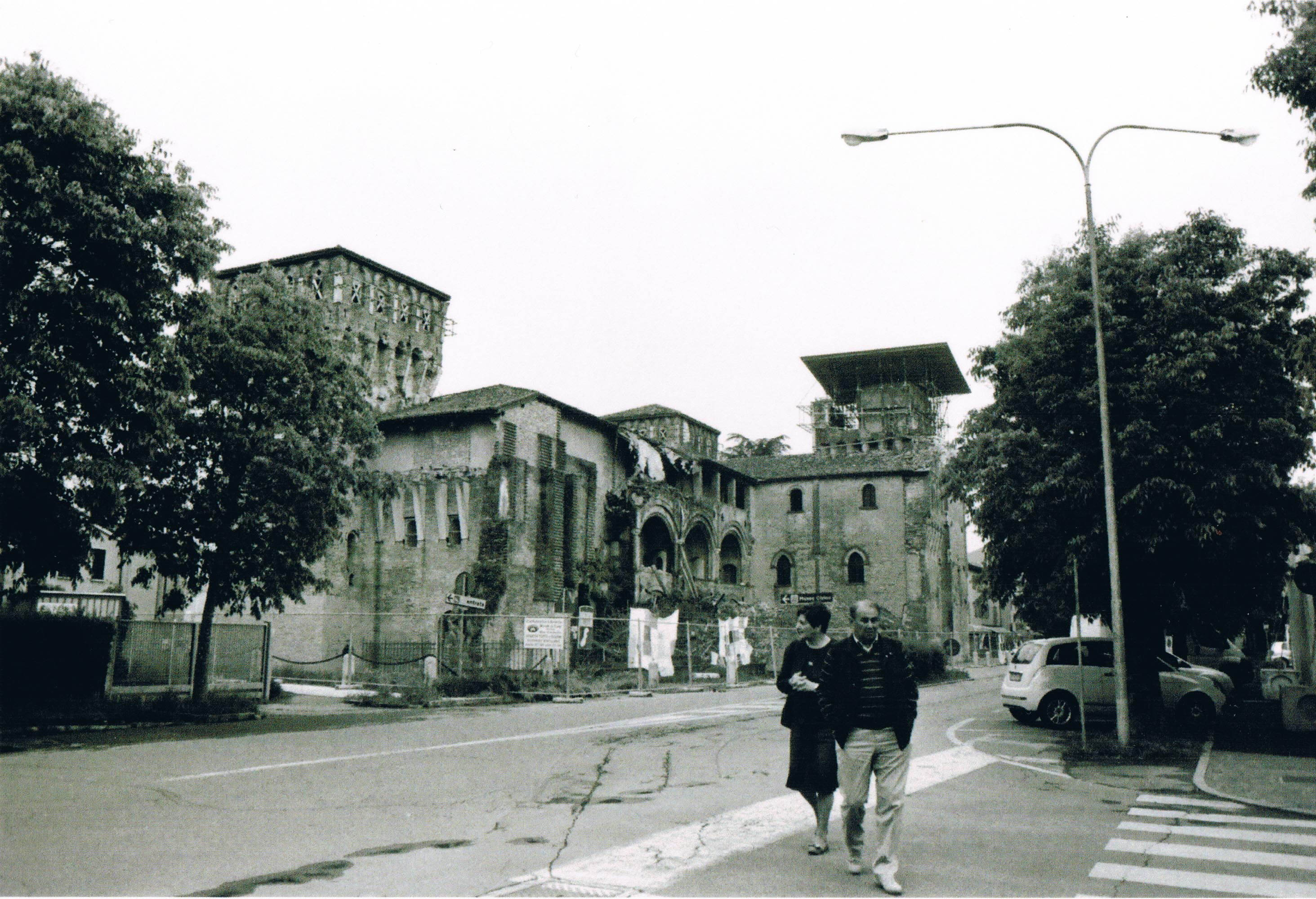
Il Castello delle Rocche nel 2013 e con le devastazioni subite dal terremoto.

Dal 1896 il castello fu sottoposto ad una serie di interventi di consolidamento e di restauro e fino alla metà del novecento il castello fu sede delle carceri mandamentali e vedere in seguito l'intraprendere un progetto che gli donasse una funzionalità pubblica nei primi anni '80.
Rimasto gravemente danneggiato dal terremoto del 20 maggio 2012 e rimesso in sicurezza già nei primi mesi del 2013, rientra nello stanziamento di 11,7 milioni (2014) di euro per la ricostruzione.